# Okres Joniškis
Okres Joniškis, litevsky Joniškio rajono savivaldybė, je okres v Šiauliaiském kraji v severní Litvě u hranic Lotyšska. Správním střediskem okresu je město Joniškis.

## Členění okresu
Okres Joniškis je členěn do 10 seniorátů (seniūnija)
| Seniorát (seniūnija)  | Administrativní sídlo |
| --------------------- | --------------------- |
| Gaižaičių seniūnija   | Gaižaičiai            |
| Gataučių seniūnija    | Gataučiai             |
| Joniškio seniūnija    | Joniškis              |
| Kepalių seniūnija     | Kirnaičiai            |
| Kriukų seniūnija      | Kriukai               |
| Rudiškių seniūnija    | Rudiškiai             |
| Satkūnų seniūnija     | Satkūnai              |
| Saugėlaukio seniūnija | Bariūnai              |
| Skaistgirio seniūnija | Skaistgirys           |
| Žagarės seniūnija     | Žagarė                |

## Příroda
Na území okresu Joniškis se nachází Regionální park Žagarė (Žagarės regioninis parkas).

## Galerie

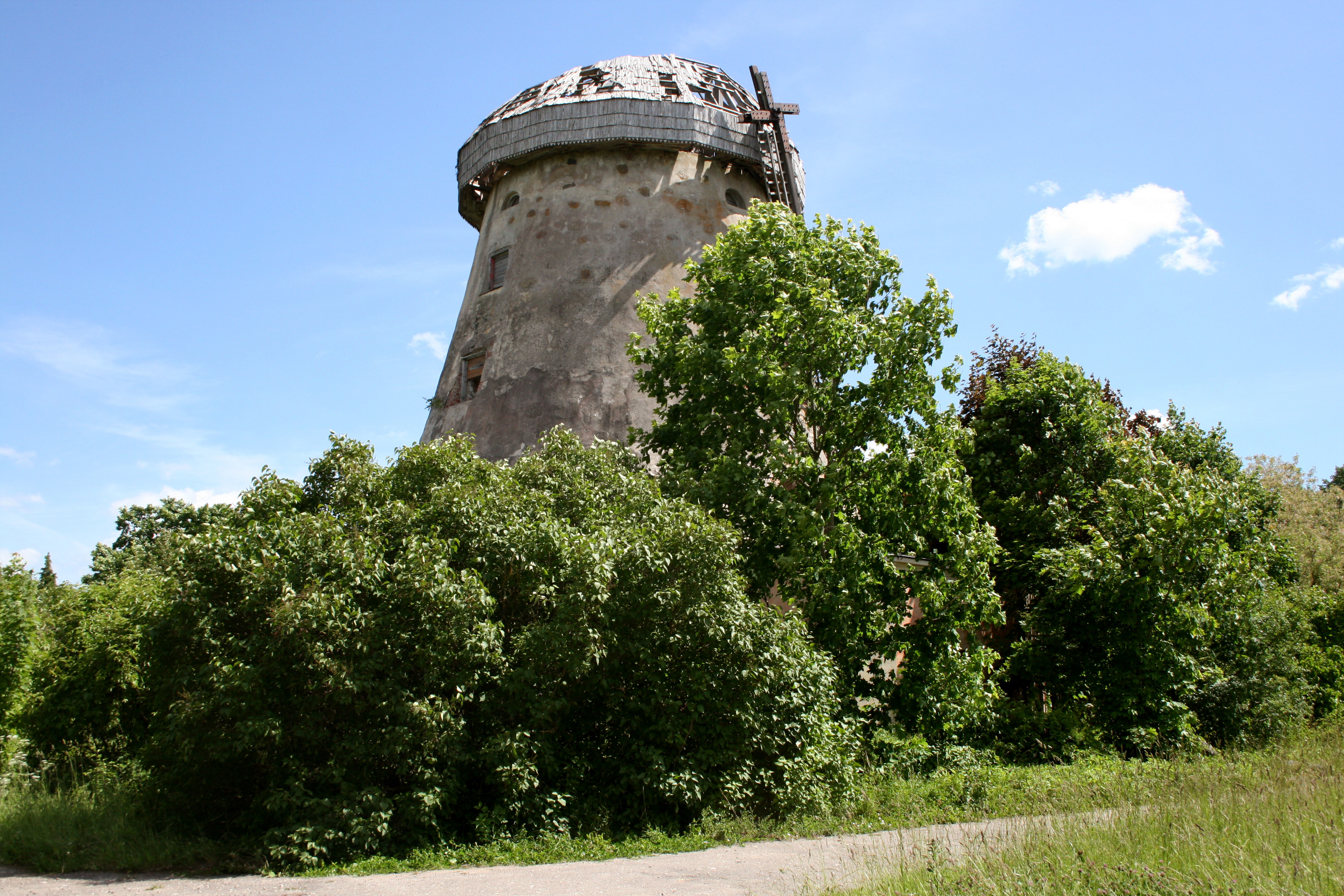
Zagare
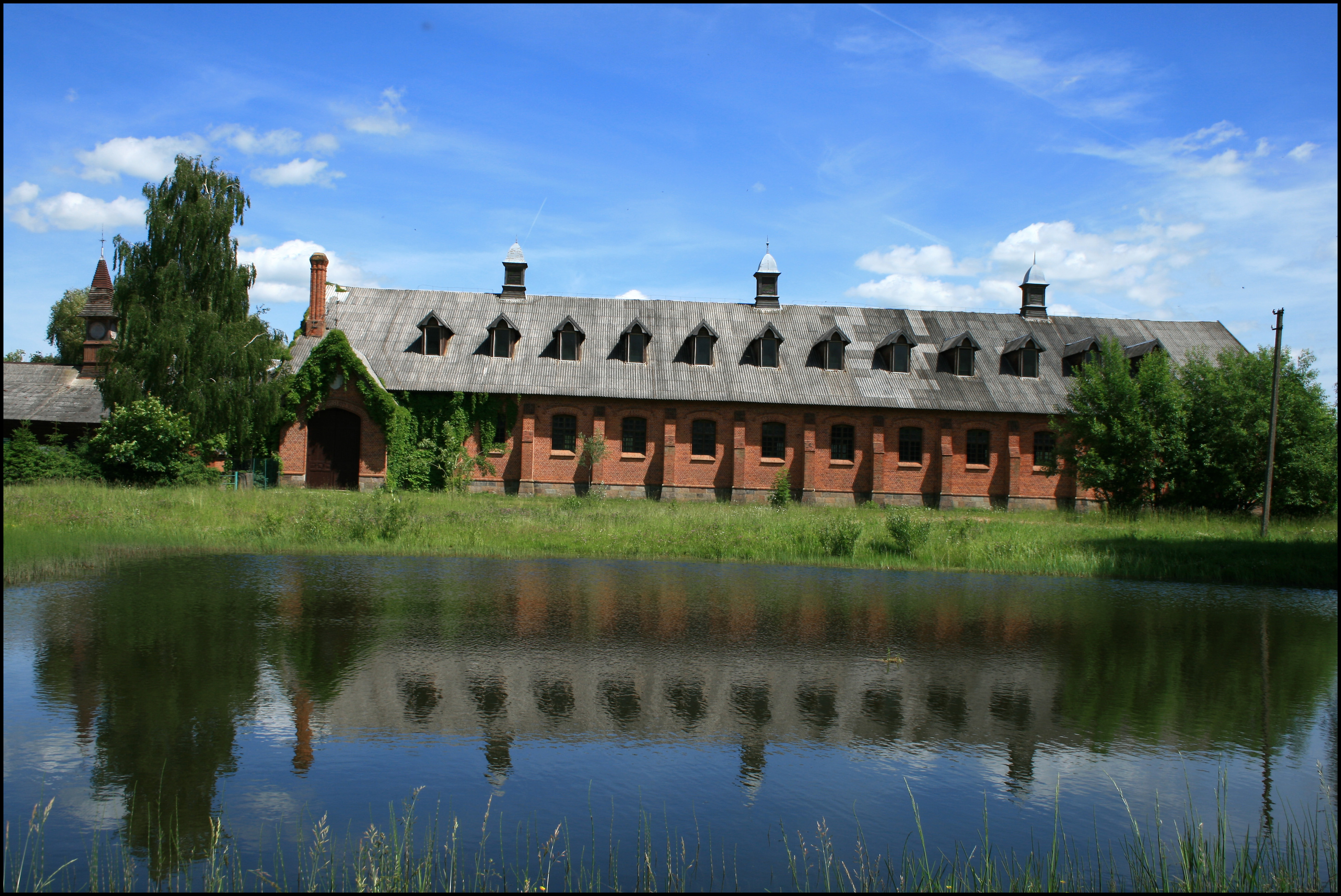
Stáje, palác v Zagare
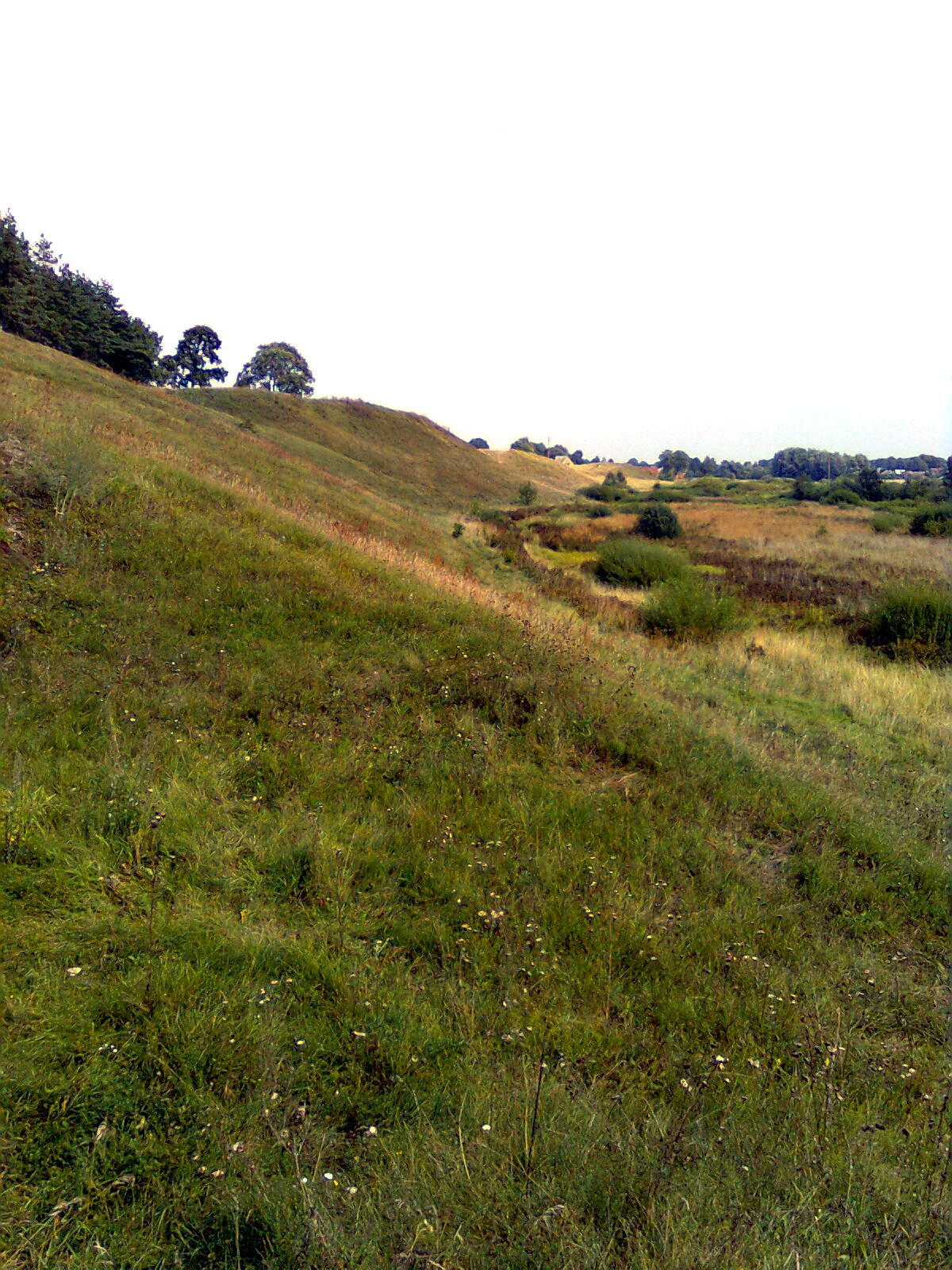
Zagare
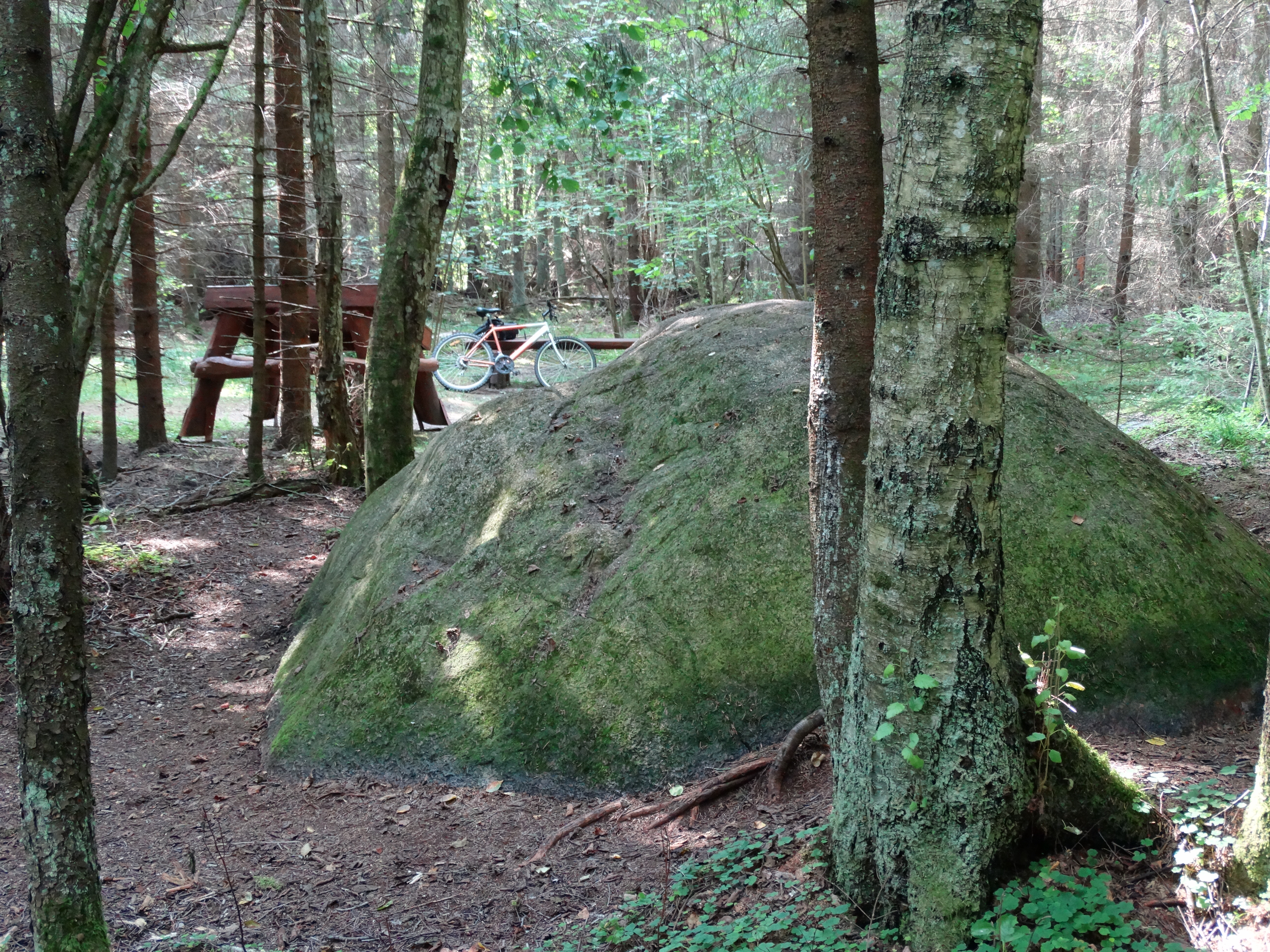
Bludný balvan Tyrelio (Tyrelio akmuo)
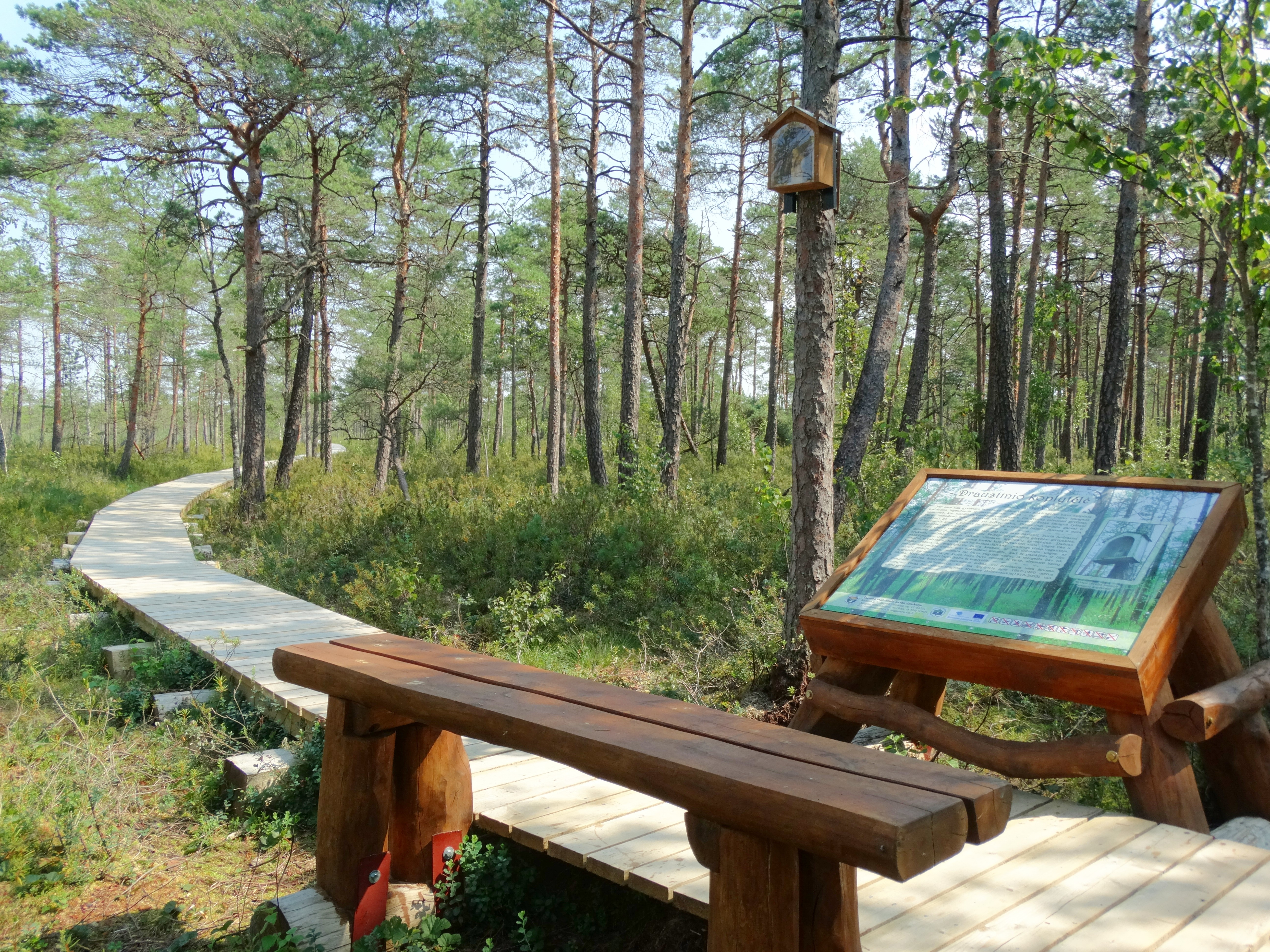
Naučná stezka Mūšos tyrelio
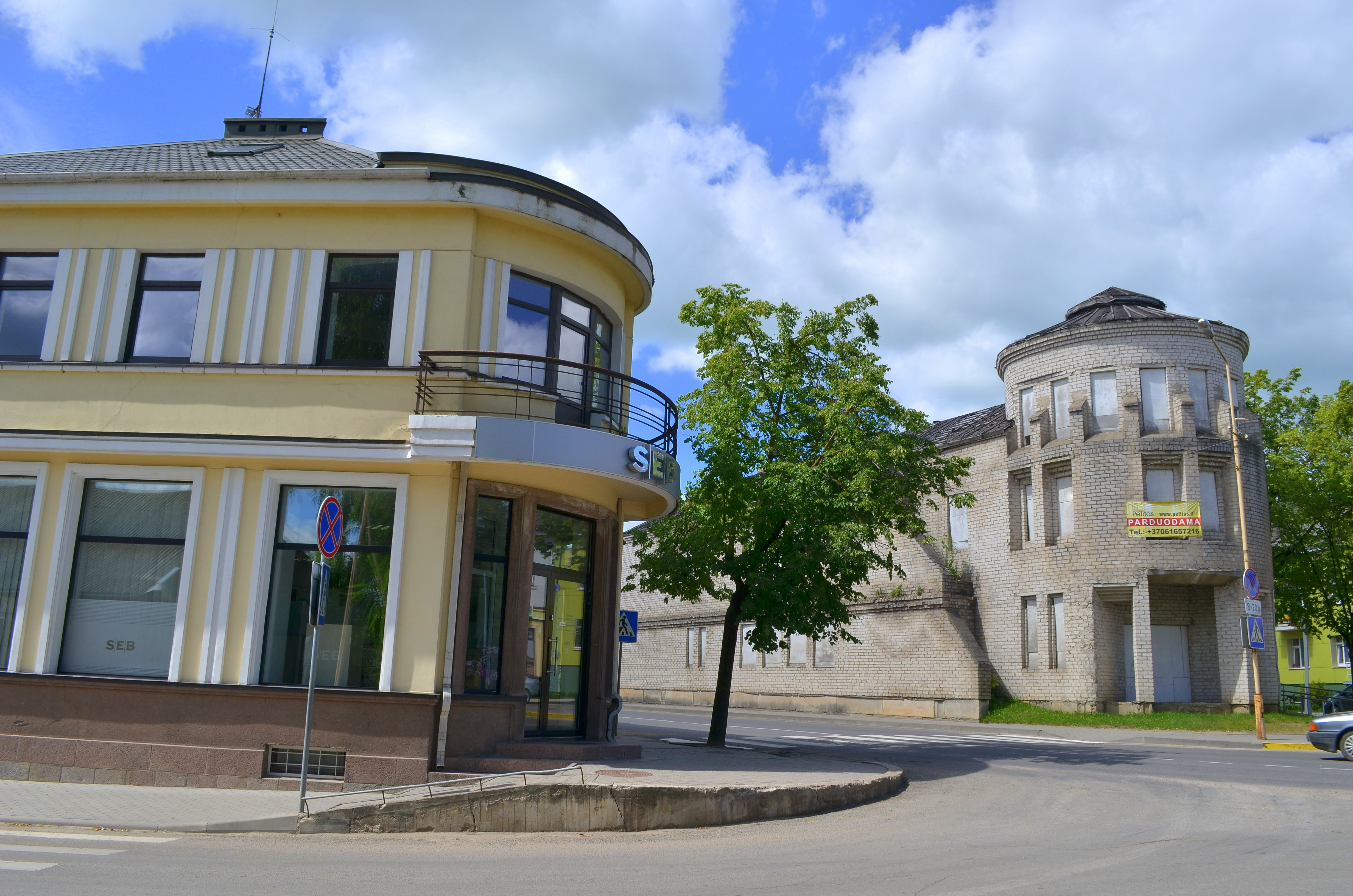
Joniškis
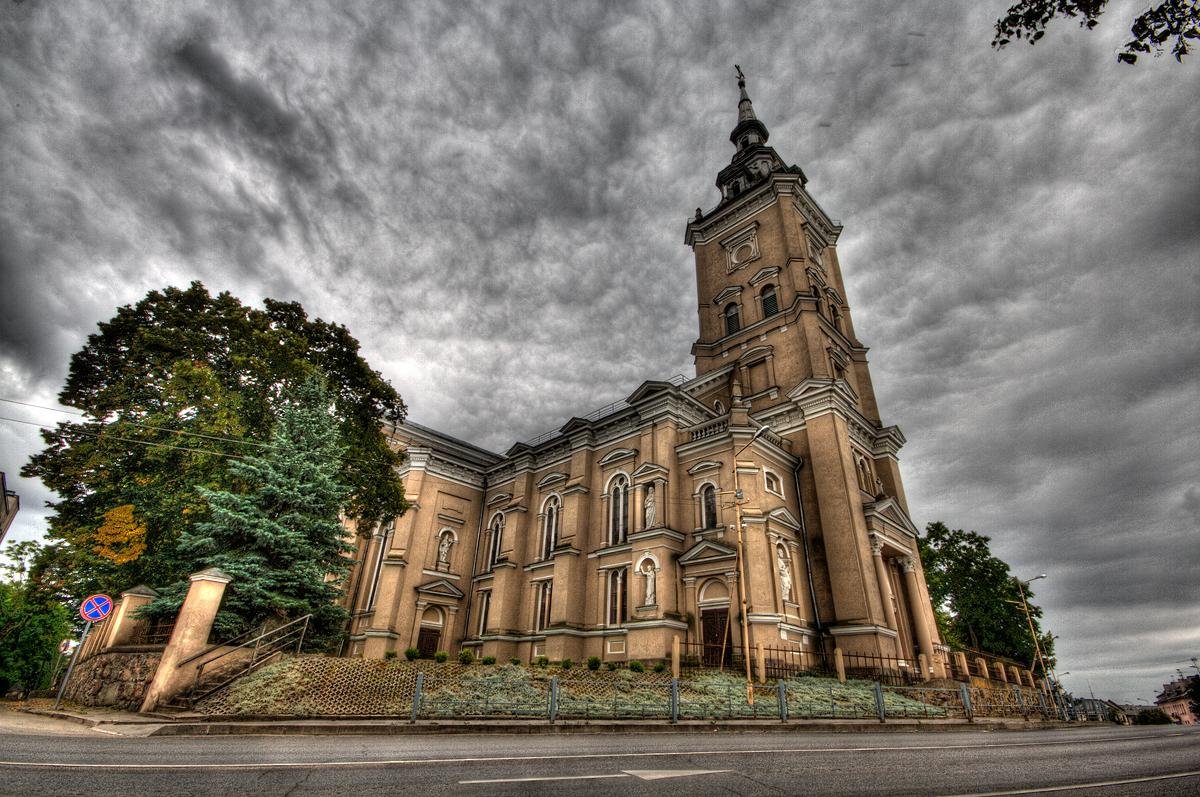
Joniškis